# インナーマッスル
インナーマッスル (inner muscle) は、日本語の深層筋で、身体の深層に位置する筋肉の総称である。

## 概要
身体の深層に位置する筋肉の総称で、体幹筋に加えて上肢と下肢の深層筋も含む。関節や内臓の位置安定に働き、動作時の姿勢保持、動作補助など作用する。
身体の表層に位置する表層筋を、アウターマッスル (outer muscle) と称する。

## おもなインナーマッスル
- 腹横筋
- 多裂筋
- 横隔膜
- 骨盤底筋群

## インナーマッスルのおもなトレーニング法
- フロントプランク
- クランチ
- スクワット
- ニートゥーエルボー
- ヒップリフト
- ピラティス・メソッド

など